# Julia Taylor
Julia Taylor (Budapest, 1978. november 3. –) magyar pornószínésznő.

## Filmográfia
- Ass Traffic 4 (2008)
- Five Hot Stories for Her (2007)
- Beautiful (2004)
- Cleopatra (2003)
- Faust – Im Sog des Seelen-Fängers (2002)
- Divina (2001)

## Díjak
- 2000 – Venus-díj – Legjobb újonc - nő
- 2000 – Ninfa-díj – Legjobb női mellékszereplő "Stavros"-ban
- 2003 – Venus-díj – Legjobb színésznő Európában
- 2004 – Európai X-díj – Legjobb női mellékszereplő (Magyarország)

## Fordítás
- Ez a szócikk részben vagy egészben  a   Julia Taylor című német Wikipédia-szócikk ezen változatának fordításán alapul.  Az eredeti cikk szerkesztőit annak laptörténete sorolja fel. Ez a jelzés csupán a megfogalmazás eredetét és a szerzői jogokat jelzi, nem szolgál a cikkben szereplő információk forrásmegjelöléseként.